# Yves Bélorgey
Yves Bélorgey (Sens, 1960) és un pintor francès que viu i treballa a Montreuil. Després de llicenciar-se en dret i història de l'art, i d'haver estudiat com a alumne lliure a l'escola de belles arts de Lió, va iniciar la seva carrera artística a mitjans de la dècada dels 80 del segle xx. Durant aquesta etapa inicial, Bélorgey va participar en diverses exposicions col·lectives, entre les quals destaca la biennal de joves pintors europeus de Niça, així com diverses exposicions individuals. Poc després, havent viatjat per Alemanya i Rússia, ja va exposar en sales i galeries de fora de França.
La seva obra generalment presenta paisatges deshumanitzats, on sovint hi apareixen edificis construïts entre els anys 50 i 70 del segle XX per tal d'oferir allotjament a baix preu als barris perifèrics de les grans ciutats. Els habitants d'aquests edificis no són mai representats i esdevenen invisibles en l'obra de Bélorgey, per bé que el rastre de la seva activitat no és obviat. Per tal de realitzar les seves obres, l'artista sempre parteix d'una fotografia de l'edifici —normalment des d'un punt de vista frontal o en lleuger biaix—, que llavors traspassa a la tela en format pictòric tot procurant mantenir la màxima fidelitat possible, per bé que alguns fragments de les teles romanen inacabats. Fins a l'any 2004, Bélorgey retratava i pintava edificis d'arquitectes poc reconeguts, que projectaven indrets de certa banalitat per acollir grans masses de població. D'aquesta manera, aquests enclavaments d'escàs interès rebien un impuls a nivell de visibilitat i reivindicació d'una situació social habitualment silenciada. No obstant, a partir de 2004 l'artista també va fotografiar edificis projectats per arquitectes de renom.

## Exposicions destacades
Individuals
- 2007 — Exit 7 (Atenes)
- 2005 — Maison du Peuple (Vénissieux)
- 2004 — Centre d'art de Noisy-le-Sec
- 2004 — Galeria de l'escola nacional de belles arts de Bourges
- 2002 — Galeria Raster (Varsòvia)
- 1999 — Alliance Française (Rotterdam
- 1997 — Centre d'art contemporani de Saint-Priest

Col·lectives
- 2009 — Yves Bélorgey, Bernd i Hilla Becher — Escola municipal de belles arts de Châteauroux
- 2008 — Lieux de vie Centre d'art contemporani de l'Abbaye Saint-André (Meymac)
- 2007 — Points de vue — Galeries de l'escola de belles arts de Rouen
- 2006 — La Force de l'Art — Grand Palais, París
- 2005 — Echos d'époque — Museu de belles arts Le Château (Caen)
- 1999 — Hypothèses d'une collection — Museu del Luxemburg, París
- 1996 — Mònica Regàs, Ping Pong — Espai 13, Fundació Joan Miró, Barcelona